# Åmålsån
Åmålsåns är ett vattendrag i Åmåls kommun, Sverige. Det har ett avrinningsområde på totalt 138 km². Det består enligt SMHI:s arkiv för avrinningsområden av 7 delavrinningsområden av varierande storlek på mellan 3 och 42 km².
I Åmålsån finns ca 8 anläggningar för vattenreglering som har betydelse ur fiskvandringssynpunkt. Dessa anläggningar är dammbyggnader av olika slag och höjd som är uppförda för att bättre kunna reglera och tillvarataga vattentillgången i Åmålsåns vattensystem, numera i huvudsak för produktion av vattenkraft.
Den högst belägna dammen, vid sjön Ömmelns utlopp reglerar det största vattenmagasinet i systemet. Dessutom finns sjöarna Övre och Nedre Kalven. I nordväständen av Dalbosjön rinner Åmålsån slutligen ut i Vänern. Den är alltså en del av Vänerns vattensystem och dess vattendragsnummer är enligt SMHI:s vattenarkiv SVAR 108:24.